# Chronologie du tennis
Cette page propose un accès chronologique aux évènements ayant marqué l'histoire du tennis. À chaque année est associé le (ou les) fait(s) le(s) plus marquant(s).
2020 - 2010 - 2000 - 1990 - 1980 - 1970 - 1960 - 1950 - 1940 - 1930 - 1920 - 1910 - 1900 - 1890 - 1880 - 1870

## Années 2020
- 2024 : Jannik Sinner remporte 8 titres dont 2 en Grand Chelem (Open d'Australie et US Open) ainsi que le Masters ainsi que 92,4 % de victoires soit seulement 6 défaites en 79 matches. Il termine l'année en remportant la Coupe Davis avec l'Italie. Novak Djokovic remporte la médaille d'or olympique[1]. Avec ce titre, il réalise le Grand Chelem doré en carrière.
- 2023 : Novak Djokovic réalise une nouvelle année exceptionnelle en remportant l'Open d'Australie, Roland Garros, l'US Open et le Masters. Il devient le recordman de titres en Grand Chelem chez les hommes avec 24 titres[2] et égale le record en simple hommes et femmes confondus détenu par Margaret Smith Court.
- 2022 : en remportant l'Open d'Australie puis Roland Garros pour la 14e fois de sa carrière, Rafael Nadal devient le recordman de titres en Grand Chelem chez les hommes avec 22 titres[3].
- 2021 : Novak Djokovic réalise une année d'exception en remportant l'Open d'Australie, Roland Garros et Wimbledon ce qui lui fait atteindre 20 titres en Majeur, égalant ainsi le record co-détenu jusqu'alors par Roger Federer et Rafael Nadal[4].
- 2020 : du 9 mars au 2 août pour le WTA Tour et du 12 mars au 21 août pour l'ATP Tour, la saison de tennis est suspendue en raison de la pandémie de Covid-19[5].

## Années 2010
- 2019 : la Coupe Davis se déroule sur terrain neutre en 1 semaine (2 simples et 1 double en 2 sets gagnant sur 4 tours)
- 2018 : 20e titre en Grand Chelem (record) de Roger Federer.
- 2017 : Serena Williams s'impose à Melbourne. Elle remporte ainsi son 7e Open d'Australie et son 23e tournoi du Grand Chelem, n'étant plus qu'à un Majeur du record égalé par Margaret Smith Court. Rafael Nadal réalise la décima à Roland-Garros.
- 2016 : début du tie break dans le 5e set en Coupe Davis et 1er titre pour l'Argentine. 2e médaille d'or olympique de suite en simple pour Andy Murray. Grand Chelem sur deux ans et en carrière pour Novak Djokovic.
- 2015 : 1er titre de Coupe Davis pour le Royaume-Uni dans l'ère Open.
- 2014 : 1er titre de Coupe Davis pour la Suisse.
- 2013 :
- 2012 : Masters de Madrid sur terre battue bleue. Dernière World Team Cup après 35 années
- 2011 : 6e titre en Masters (record) de Roger Federer. Petit Chelem de Novak Djokovic
- 2010 : 1er titre de Coupe Davis pour la Serbie. Petit Chelem et Grand Chelem en carrière pour Rafael Nadal

## Années 2000
- 2009 : 15e titre en Grand Chelem (record de Sampras battu) de Roger Federer et Grand Chelem en carrière.
- 2008 : dernier tournoi du circuit ATP joué sur moquette.
- 2007 :
- 2006 : le Hawk-Eye est utilisé sur certains tournois du circuit ATP et dans les Grands Chelems.
- 2005 :
- 2004 :
- 2003 :
- 2002 : 14e titre en Grand Chelem de Pete Sampras
- 2001 :
- 2000 : la Coupe Davis fête ses cent ans. 129 pays participent à cette compétition.

## Années 1990
- 1999 : Grand Chelem sur carrière d'Andre Agassi.
- 1998 :
- 1997 :
- 1996 :
- 1995 :
- 1994 :
- 1993 :
- 1992 :
- 1991 :
- 1990 : création des Masters Series.

## Années 1980
- 1989 : introduction du Tie break en Coupe Davis. Michael Chang devient le plus jeune joueur à gagner un Grand Chelem.
- 1988 : retour du tennis aux Jeux olympiques. Petit Chelem de Mats Wilander. Grand Chelem suédois. Open d'Australie sur dur.
- 1987 :
- 1986 : pas d'Open d'Australie pour compenser les deux de 1977 et retour en début d'année en 1987.
- 1985 :
- 1984 : tennis aux Jeux olympiques en démonstration (joueurs de moins de 21 ans)
- 1983 : à seulement 26 ans Björn Borg annonce sa retraite.
- 1982 :
- 1981 : restructuration de la Coupe Davis en plusieurs groupes (Groupe mondial, Groupe II, etc.)
- 1980 :

## Années 1970
- 1979 : application du tie break actuel (premier à 7 points avec 2 points d'écart).
- 1978 : l'US Open se joue sur dur depuis cette date.
- 1977 : l'Open d'Australie se joue en décembre jusqu'en 1985 2 tournois cette année là janvier et décembre.
- 1976 :
- 1975 : l'US Open se joue sur terre battue pendant 3 ans.
- 1974 : l'Afrique du Sud 1re nation africaine à remporter la Coupe Davis (l'Inde forfait contre l'apartheid). Petit Chelem de Jimmy Connors.
- 1973 : début de l'Ère open en Coupe Davis
- 1972 : fin du Challenge round en Coupe Davis. Création de l'Association of Tennis Professionals.
- 1971 :
- 1970 : premier Masters de tennis à Tokyo.

## Années 1960
- 1969 : début de l'Ère Open à l'Open d'Australie.Grand Chelem de Rod Laver.
- 1968 : début de l'Ère Open à Roland-Garros, Wimbledon et l'US Open.
- 1967 :
- 1966 :
- 1965 :
- 1964 : Petit Chelem de Roy Emerson.
- 1963 :
- 1962 : Grand Chelem de Rod Laver.
- 1961 :
- 1960 :

## Années 1950
- 1959 :
- 1958 : il est autorisé de sauter au service.Petit Chelem de Ashley Cooper.
- 1957 :
- 1956 : Petit Chelem de Lew Hoad.
- 1955 : Petit Chelem de Tony Trabert.
- 1954 : création de l'International Tennis Hall of Fame.
- 1953 :
- 1952 :
- 1951 :
- 1950 :

## Années 1940
- 1949 :
- 1948 :
- 1947 :
- 1946 :
- 1945 :
- 1944 :
- 1943 :
- 1942 :
- 1941 :
- 1940 :

## Années 1930
- 1939 :
- 1938 : Grand Chelem de Donald Budge.
- 1937 :
- 1936 :
- 1935 :
- 1934 : Petit Chelem de Fred Perry.
- 1933 : Petit Chelem de Jack Crawford.
- 1932 :
- 1931 :
- 1930 :

## Années 1920
- 1929 :
- 1928 : construction du stade de Roland-Garros
- 1927 :
- 1926 :
- 1925 : Internationaux de France de tennis amateurs (1925-1967)
- 1924 :
- 1923 :
- 1922 :
- 1921 : on compte 12 nations participant à la Coupe Davis
- 1920 :

## Années 1910
- 1919 :
- 1918 :
- 1917 :
- 1916 :
- 1915 :
- 1914 :
- 1913 : création de la International Lawn Tennis Federation
- 1912 :
- 1911 :
- 1910 :

## Années 1900
- 1909 :
- 1908 :
- 1907 :
- 1906 :
- 1905 : premiers championnats d'Australasie, ancêtre de l'Open d'Australie.
- 1904 :
- 1903 :
- 1902 :
- 1901 :
- 1900 : la première édition de la Coupe Davis a lieu. les États-Unis battent la Grande-Bretagne par 3-0 sur le gazon de Boston.

## Années 1890
- 1899 :
- 1898 :
- 1897 :
- 1896 : sport olympique jusqu'en 1924.
- 1895 :
- 1894 :
- 1893 :
- 1892 :
- 1891 : championnat de France amateur international de tennis (1891-1924)
- 1890 :

## Années 1880
- 1889 :
- 1888 :
- 1887 :
- 1886 :
- 1885 :
- 1884 :
- 1883 :
- 1882 : le filet descend à 0,915 m
- 1881 : premier US Open.
- 1880 :

## Années 1870
- 1879 :
- 1878 :
- 1877 : règle moderne du tennis. Premier tournoi de Wimbledon.
- 1876 :
- 1875 :
- 1874 :
- 1873 :
- 1872 :
- 1871 :
- 1870 :